# Jörg Overmann
Jörg Overmann (* 1. August 1961 in Hattingen) ist ein deutscher Mikrobiologe mit Spezialisierung in molekularer mikrobieller Ökologie und Diversität. Er ist Wissenschaftlicher Direktor des Leibniz-Instituts DSMZ-Deutsche Sammlung von Mikroorganismen und Zellkulturen GmbH sowie Professor am Institut für Mikrobiologie der Technischen Universität Braunschweig.

## Lebenslauf
Jörg Overmann studierte Biologie an den Universitäten Bochum und Freiburg und schloss 1987 mit dem Diplom ab. Er promovierte 1991 in Mikrobiologie bei Norbert Pfennig an der Universität Konstanz. Nach einem Postdoc-Aufenthalt (DFG-Stipendiat) an der University of British Colombia, Kanada, wechselte er an die Carl von Ossietzky Universität in Oldenburg, wo er sich 1999 habilitierte. Von 2000 bis 2010 war er Professor für Mikrobiologie an der Ludwig-Maximilians-Universität München, wo er von 2003 bis 2009 auch als Direktor des Lehrstuhls Biologie I tätig war. Er leitete dort ab 2003 das Department Biologie I mit den Sektionen Mikrobiologie, Genetik, Botanik, Biodiversität und Didaktik der Biologie. Seit 2010 ist er Wissenschaftlicher Direktor des Leibniz-Instituts DSMZ-Deutsche Sammlung von Mikroorganismen und Zellkulturen in Braunschweig und ordentlicher Professor für Mikrobiologie an der Technischen Universität Braunschweig.

## Auszeichnungen
Overmann erhielt den Promotionspreis der Vereinigung für Allgemeine und Angewandte Mikrobiologie (VAAM) und wurde 2013 mit dem Inaugural Douglas Leigh Lecturer Award der Waksman Foundation for Microbiology ausgezeichnet.
2022 erhielt Overmann den Wissenschaftspreis des Stifterverbandes für die Deutsche Wissenschaft „Forschung in Verantwortung“. Die Auszeichnung würdigt die Arbeiten des Mikrobiologen zur Biodiversität von Mikroorganismen sowie sein Engagement zum fairen Interessenausgleich bei der wissenschaftlichen und wirtschaftlichen Nutzung der biologischen Vielfalt weltweit.

## Wirken und Forschung

### Forschung an der DSMZ
Die Forschung von Jörg Overmann und seiner Forschungsabteilung konzentriert sich unter anderem auf bakterielle Genomevolution und Speziation, Diversität und biogeochemische Funktionen von bakteriellen Gemeinschaften und molekularen Mechanismen bakterieller Interaktionen auch in Mikrobiomen. Durch den Einsatz innovativer Kultivierungsmethoden isolierte und beschrieb er zahlreiche neue Bakterienarten, die zuvor nicht kultiviert werden konnten. In Namibia, Angola, Botswana, Äthiopien, Senegal und Kolumbien sammelte er tiefgehende Felderfahrung. Er konzipierte und entwickelte die neuartige bakterielle Metadatenbank BacDive und nahm an kollaborativen Forschungsprogrammen teil, die unter anderem von der Deutschen Forschungsgemeinschaft, dem Bundesministerium für Bildung und Forschung und der Europäischen Union gefördert wurden.

### Mitgliedschaften
Von 2012 bis 2020 war Overmann gewähltes Mitglied des Fachkollegiums 204 Mikrobiologie, Virologie und Immunologie der Deutschen Forschungsgemeinschaft (DFG). Seit 2017 ist er berufenes Mitglied der Ständigen Senatskommission für Grundsatzfragen der biologischen Vielfalt der DFG und seit 2020 berufenes Mitglied des Council of Scientists der Human Frontier Science Program Organization in Strasbourg, Frankreich. Darüber hinaus ist er in Aufsichtsräten und wissenschaftlichen Beiräten mehrerer nationaler und internationaler Institutionen tätig (z. B. Staatliche Naturwissenschaftliche Sammlungen Bayerns, Stiftungsrat der Technischen Informationsbibliothek/Hannover, ICRA-Institut Català de Recerca de L'Aigua). Außerdem ist Overmann Botschafter der International Society for Microbial Ecology (ISME).